# Música de Paraguay

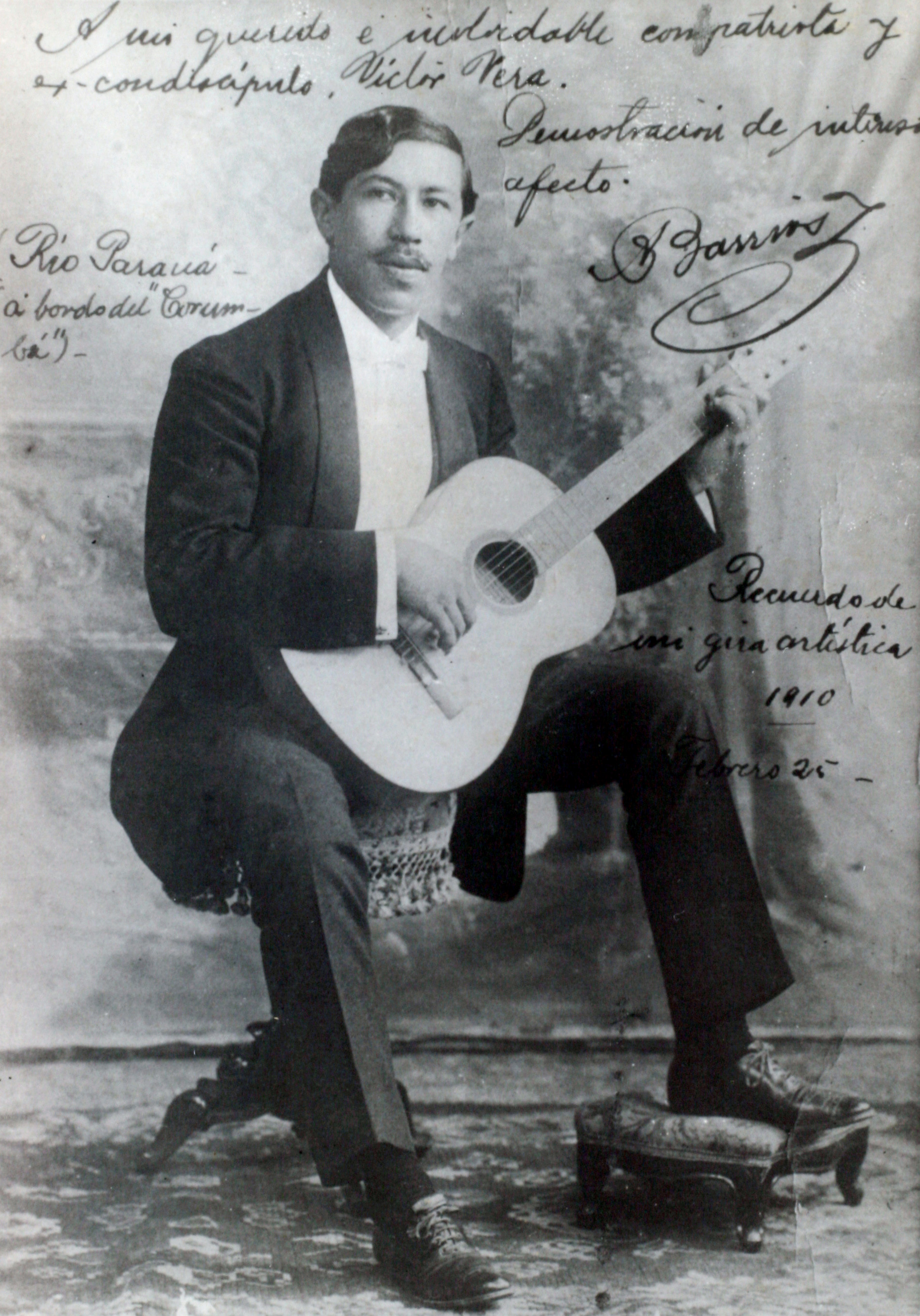
Agustín Pío Barrios, guitarrista clásico de la primera mitad del.

La música de Paraguay comprende aquellas composiciones que forman parte de los diversos estilos creados en el país o por paraguayos. Tiene sus orígenes en la América precolombina con los pueblos tupíes hasta la llegada de Alejo García en 1524, un punto de inflexión que abriría paso al periodo colonial en 1537 con la fundación de Asunción. La historia y evolución de la música paraguaya tiene como principal referente a las misiones jesuíticas guaraníes, sin embargo, a pesar de la reproducción e imitación de la música barroca en las reducciones, éstas se daban dentro de las limitaciones debido a la insuficiente instrucción en teoría musical impartida en ese entonces, aunque sí se destacan los significativos avances en la fabricación y mejora de instrumentos musicales, como el arpa paraguaya.
La música folclórica surge a partir de la suma de influencias de los diferentes componentes raciales, que se integran a partir de la instalación de las primeras colonias españolas. Aunque hubo presencia de contingentes del África, la influencia en la música es imperceptible. La forma de música nacional nace debido al ingenio del criollo que logra dotar al país de un lenguaje musical con características propias e inconfundibles. La forma más difundida de música nacional es la polka paraguaya, cuyo ritmo no es igual que la originaria polca de bohemia. La polka paraguaya presenta a su vez numerosas variantes, sobre un patrón rítmico similar, entre las que se encuentran la galopa, la polka canción, la polka fusión, la polka rock y la danza paraguaya. Algunos de estos estilos son compartidos con la música litoraleña.
La música paraguaya vería su apogeo hacia el último cuarto de 1800 y primera mitad del siglo XX. Las principales manifestaciones musicales se dan en la música folclórica, música popular, música docta, rock, heavy metal, pop, cumbia, rap y hip-hop. Los primeros vestigios musicales fueron los ritmos tribales, especialmente la guaraní, y más tarde, con la paulatina imposición de la instrumentación europea, se dio origen a géneros autóctonos como la polka paraguaya, la guarania y la avanzada. En Paraguay tienen cierto grado de popularidad otros géneros musicales sudamericanos como el chamamé, el cuarteto, el vallenato, la chacarera, la cumbia, el nuevo cancionero, y otros más.

## Historia

### Época precolombina

#### Las raíces musicales de los pueblos amerindios

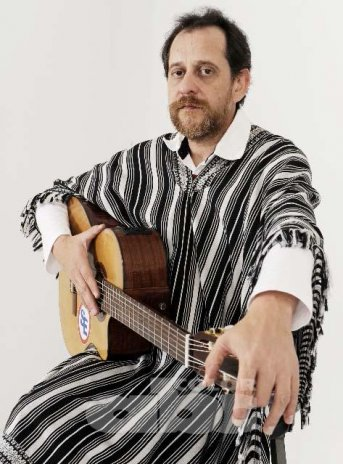
Francisco Russo, juglar y máximo exponente de la difusión nacional del folclore paraguayo.

En Paraguay todavía se encuentran poblados de pueblos precolombinos pertenecientes a las más variadas culturas, los cuales conforman un mosaico étnico de características complejas. Los pueblos primitivos acostumbraban formar familias o tribus con rasgos bien específicos y diferenciados; desde su idioma diferente, la organización social, su cosmovisión, hasta por la expresión de sus emociones a través de cantos, danzas, mitos y leyendas.
Los pueblos originarios de esta región, eran principalmente agricultores, pescadores, recolectores y guerreros. Se cree que esta población, previo a la llegada de los españoles, ascendía al millón. En la actualidad son alrededor de 30.000 individuos que constituyen 5 grandes familias, establecidas a su vez en numerosas tribus. Según estudios de orden lingüístico, en los últimos años fue posible ubicar y conocer a las diferentes familias y sus ramificaciones: los zamucos, conformados por los ayoreo ("moros") e yshyr (chamacocos); los maskoy, conformados por los emok (angaité), enxet, enhlet (lengua), sanapaná y guaná; los matacos, conformados por los manjui, nivaclé y Makás; los guaicurúes (pueblo toba o qom) y los tupí-guaraní que reúne a los Mbyás, Chiripás, Paí tavyterás, aché, guaraníes occidentales (Guarayos) y Tapietés.
De las cinco familias lingüísticas, la que ejerció mayor influencia en la formación de la identidad cultural del paraguayo actual, es la familia lingüística guaraní. Esta situación, en lo que a estudios musicales respecta, llevó a confusión a historiadores y musicólogos, quienes al referirse a los indígenas del Paraguay, tan solo mencionaban la lengua, las costumbres y la cultura material del pueblo guaraní, quienes solamente habitaban los territorios donde fueron asentados los primeros pueblos. El idioma y otras expresiones culturales pueden incluso variar entre una y otra familia, o dentro de una misma familia lingüística. Los grupos que sobreviven ofrecen un panorama similar al que hallaron los conquistadores, y aunque mantienen contacto con los centros urbanos y hayan modificado su estilo de vida, preservan rasgos sobresalientes de su estadio musical primitivo.

#### Los instrumentos musicales precolombinos
Los instrumentos musicales indígenas surgieron a partir del material disponible en cada región. Las calabazas se convirtieron en sonajas, los dientes y pezuñas de animales en sonajeros, las tacuaras en flautas y bastones sonoros, y los troncos huecos en tambores. Existen innumerables instrumentos que, agrupados en conjunto presentan características análogas.
Entre los instrumentos de percusión se destaca primero la sonaja de calabaza empleada en el acompañamiento de canciones y danzas. La corteza de una calabaza es rellenada con piedras o semillas y un mango de madera. Las fórmulas rítmicas que produce son sencillos sonidos preparatorios de carácter anacrúsico, previo a los acentos del ritmo. Las tribus que utilizan este instrumento son los matakos, makás, chiripás, mbya, paí y otros. Su valor musical tiene un sentido sagrado, y es instrumento ritual de los chamanes.
El bastón de ritmo consiste en una caña muy gruesa y elevada de hasta dos metros con el orificio sellado en el extremo inferior. Para ejecutarlo se toma de la parte media y se la deja caer sobre la tierra produciendo un sonido profundo y grave, audible desde varios kilómetros. En algunas tribus lo utilizan solamente las mujeres.
En cuanto a las sonajas y sonajeros, son producidas a partir de las uñas en forma de racimo al cual van sujetas uñas y pezuñas de ciervo y venado, pecaríes y jabalíes. Para fabricarlos, las pezuñas son perforadas y pasadas por un cordón, para luego usarlos en las muñecas o pies en el caso de los danzarines, o simplemente al extremo de una caña. El sonajero se utiliza comúnmente en las ceremonias de advenimiento de la pubertad en las mujeres.
Entre los tambores más conocidos está el tambor de agua, obtenido a partir de un tronco ahuecado calafateado con arcilla en su interior, para recibir el agua, y una membrana tensa en el extremo superior. Se ejecuta con palos o con las manos, y existen otras variantes construidas con barro cocido, cubiertos de pieles. Se cree que con su utilización se podía apresurar la madurez de los frutos, y para actividades como la pesca y los toques de guerra.
Entre los instrumentos de viento destacan diferentes tipos, aunque las más comunes son las que se soplan contra un filo. Se construyen de cañas, de huesos, astas vacunas, y huesos de tamaño mayor para realizar ejecuciones semejantes a la trompeta. A lo largo del tubo se elaboran orificios de una cantidad no mayor de cinco, que en algunos casos no son ordenados regularmente, y carecen de un orden acústico, con un orden sonoro no convencional. Aunque en algunos casos es utilizado durante las refriegas tribales, por lo usual se trata de un instrumento solista que no participa de ceremonias especiales. Entre los guaraníes recibe el nombre de Mimby, existiendo el Mimby guasu (grande), el Mimby tarará (tipo trompeta), y el Mimby chu'e (tipo tortuga). También existen otros tipos de flauta como las de pan, que poseen tres o cuatro cañas agrupadas una al lado de otra, de diferentes tamaños, y cerradas en su extremo inferior.
Los arcos de sonoros con resonadores o llamados de boca se fabrican con un trozo de cuerda de material vegetal o animal tensado en dos extremos. Los arcos de boca utilizan la cavidad bucal como resonador, y existen otros que emplean calabazas o elementos ahuecados como caja de resonancia. Uno de los más conocidos arcos musicales es el birimbao, que los guaraníes adoptaron de otras culturas. Se trata de una cuerda tensada en un arco junto a un resonador de calabaza grande que produce sonidos al recibir golpes en la cuerda, por medio de una varilla.

### Época colonial

#### Aculturación de los guaraníes
Para hablar de los orígenes musicales de Paraguay, es preciso enfatizar una pequeña parte de la historia, aquella que habla de la primera integración política y cultural entre guaraníes y españoles, primero en los años 1500 y luego en 1600. En el siglo XVI comienza la conquista española que trae consigo un proceso de desintegración de las culturas aborígenes, un hecho que continuaría en siglos posteriores con los sistemas criollos de colonización. Las antiguas formas y manifestaciones simbólicas del amerindio no son admitidas en las instituciones del nuevo orden colonial, y el amerindio guaraní fue «convertido» a través de las reducciones civiles y misioneras. De este modo comienza a producirse una diferenciación entre la cultura del indio «montés» y los distintos fenómenos de aculturación y mestizaje acontecido en las reducciones y en la Provincia. Para los guaraníes, la alianza con los españoles significaba una posibilidad de defensa contra la agresión de las tribus paleolíticas, principalmente los cazadores chaqueños tales como los guaicurúes, los payaguaes y los yapirúes. Domingo Martínez de Irala, en compañía de otros españoles, iniciaron la integración «pacífica» y «natural» sobre la institución del tovayá (grado de afinidad, también «cuñado» en guaraní), el parentesco político que generaba toda una serie de obligaciones recíprocas: por un lado la defensa con el arcabuz y el caballo, y por el otro, la prestación de servicio por amistad.
Esta alianza funcionó mientras las tierras guaraníes no fueron más que un camino provisorio hacia El Dorado. Cuando el plan de llegar al «País del Oro» fracasó, por consiguiente, se inició una política de colonización basada en un programa de reestructuración sociopolítica de las comunidades indígenas, ergo hubo que «reducir» por amistad o por fuerza, a los naturales. Esto se debe a que el parentesco político ya no bastaba como alternativa para la imposición de un sistema totalmente opuesto a la tradición guaraní, lo cual dio lugar a las violentas rancheadas, rebeliones, represalias, así como las desesperadas huidas de los guaraníes hacia los montes. Después se produjo las rebeliones guaraníes, a raíz de que La institución de la Encomienda implicaba una amenaza a la desintegración comunitaria y la explotación de mediante el Servicio de brazos y mujeres. El primer alzamiento se produjo en 1552 y fue provocado por la negativa guaraní a prestar el servicio auxiliar de los españoles y por el ahorcamiento del Cacique Arakaré. Posteriormente ocurrieron una serie de rebeliones que fracasaron no solo por la inferioridad de condiciones del indígena, sino quizás por la falta de una conciencia pantribal organizada.

#### El prejuicio de lo estético

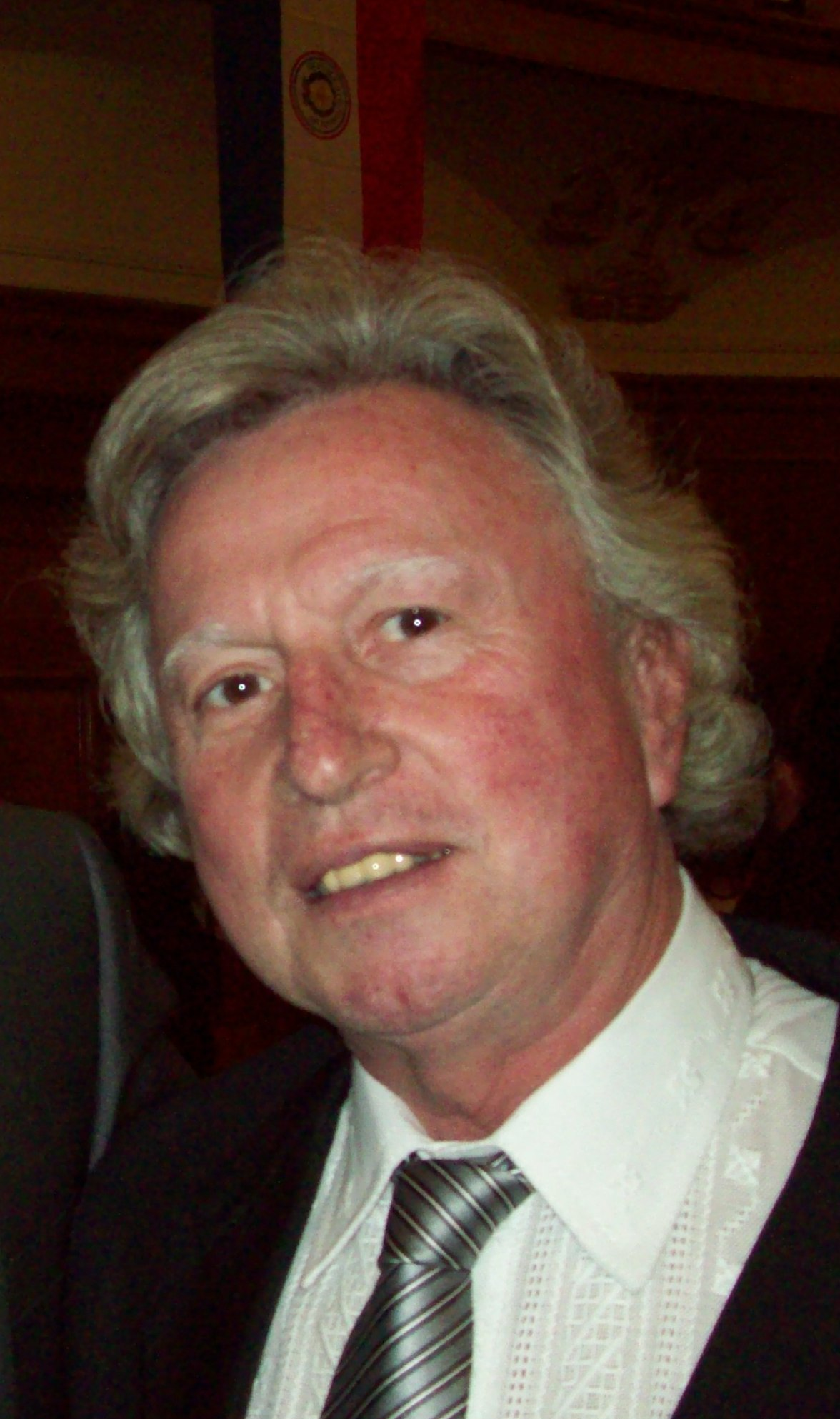
Luis Szarán, músico, director de orquesta, compositor e investigador musical paraguayo.

La música que los aborígenes practicaban está permanentemente ligada a las actividades de la vida cotidiana. Éstas se desarrollaban con naturalidad, sin el prejuicio de lo estético. Existen referencias acerca de cómo las prácticas sociales y la música causaban impresión a los españoles. Entre los testimonios españoles rezaba lo siguiente: «Cercaron la casa del español todas aquellas noches sonando sus bocinas y tambores a guisa de guerra, de suerte que el pobre no se atrevía a salir de ella...». El padre Charlevoix escribe «son casi todos estúpidos de naturaleza, feroces inconstantes, pérfidos antropófagos, extremadamente voraces, dados a la embriaguez sin previsión y sin precaución, mismo para las necesidades de la vida». Por su parte, Álvar Núñez Cabeza de Vaca decía: «con ellos hacen grandes placeres y regocijos, bailando y cantando».
La música entre los indígenas cumple una función idéntica a la de las diversas familias; la de celebrar el gozo de situaciones comunes, propiciar la fecundidad y la buena cosecha, ahuyentar los malos espíritus y animar la superación de los propios obstáculos. Las actividades musicales solían confundirse con las demás labores del día, por esa razón, no existían músicos especialistas, sino que todos participan de la experiencia, para reforzar el sentido y la connotación de las expresiones. Era frecuente también la integración de las distintas formas de expresión musical: texto-canto-danza-ejecución musical, todas en una sola actividad, especialmente cuando se trata de ceremonias importantes como las propiciatorias, orgiásticas, medicinales o de agradecimiento.
Luis Szarán define a la música de los aborígenes como un rasgo claramente anaestructural, un aspecto que se evidencia en primera audición, «algo le falta» para el oído occidental. La frase musical se halla con nitidez, con cierto grado de complejidad, pero que no es independiente como pensamiento musical, debido a que necesita de otras frases para completar su sentido y formar un período musical de carácter conclusivo. Szarán describe que una vez presentada la frase, ésta se repite sin variación aparente, reiterándose por largas horas hasta llegar el final, por lo general, debido al cansancio físico o aburrimiento.
El ritmo predominante es de carácter binario. La necesidad del menor esfuerzo en canciones y danzas colectivas lleva a cerrar el círculo en el menor número de pulsaciones y acentos. Se manifiesta en sentido más concreto en las danzas, en tanto que en casos como el canto llano, se presenta libremente adaptado a las posibilidades del texto del relato. Las melodías de canciones y solos instrumentales de la música aborigen de la región paraguaya se desarrollan en el marco de tres a cuatro notas. Es perceptible los centros de gravedad armónicos, aunque los mismos no guardan relación con el centro del discurso melódico. Los intervalos no corresponden con exactitud a los parámetros de las escalas occidentales.

#### La primera orquesta paraguaya de 1545
Luego de que [Asunción] se fundara en 1537, se realiza la primera formación oficial de la orquesta del Paraguay. Este hecho se consumó en 1545 cuando el español Gregorio de Acosta conformara un coro de músicos junto a otros españoles como Antonio de Tomás, Antonio Romero, Juan de Xara de la Catedral de la Ciudad, y el clérigo Antonio Coto. Todos estos detalles los resalta el clérigo y autor teatral Padre Juan Gabriel Lezcano de Valladolid, quien fue nombrado cura de Asunción en 1543. El Padre Lezcano fundó en 1540 una casa y una escuela para niños pequeños, cristianos e indios, en las afueras de Asunción, para la enseñanza de estas modalidades.

#### Las misiones jesuíticas guaraníes

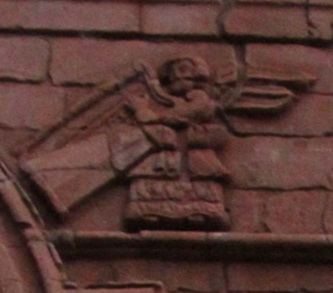
Uno de los célebres "ángeles musiqueros" del friso sobre la puerta principal de la iglesia de la Misión jesuítica de La Santísima Trinidad de Paraná (1706-1776), en Paraguay.

A finales del siglo XVI y principios del siglo XVII el Paraguay fue blanco de acontecimientos que lo destinó a tener profundas, prolongadas y amplias repercusiones de carácter histórico, económico, político y cultural: la entrada de los padres de la Compañía de Jesús en estas tropicales regiones de América del Sur. La historia de las reducciones jesuíticas en Paraguay constituye un capítulo extraordinario en lo que a aspectos musicales se refiere. La actuación misionera comenzó en 1609, año en que Hernandarias el gobernador, pide encarecidamente al Padre Provincial que destinase misiones para los indios. El éxito de las reducciones fue rápido e incipiente logrando establecer más de treinta pueblos con alrededor de 80.000 almas. Bajo un estricto régimen de organización, desarrollaron numerosas actividades como la ganadería, agricultura y comercio. Se observan aspectos sorprendentes en el campo de la instrucción: llega la imprenta en 1700, se fabrican instrumentos musicales, trabajos de artesanía y otros. Los jesuitas tenían absoluta independencia del poder civil, y ningún español podía residir por más de tres días en una reducción.
El extraordinario potencial económico, sumado a la buena organización política, produjo una cerrada competencia entre los propios miembros de la colonia, con el tiempo y luego de numerosos sucesos, llevó al primer grito revolucionario de América, entre 1717 y 1735 con la Revolución comunera de Paraguay, y en 1767 a la expulsión de los Jesuitas. En ese entonces 200.000 habitantes vivían en las reducciones, hasta su desmembramiento producido por un decreto dictado por Carlos III.
Los jesuitas eran buenos músicos, de notable multiplicidad y versatilidad. Entre los clérigos virtuosos y pretendientes se encontraba Rodrigo de Melgarejo, quien era músico y fue el primer maestro de arte de la población indígena. El Padre Juan Vaisseau —o Vasco como dieron en llamarle los españoles— era natural de Tournai y arribó en 1617 a las reducciones trayendo consigo instrumentos predilectos, como no pocas piezas de música. Vaisseau fue destinado a las reducciones guaraníes que hoy se encuentran en Misiones, Argentina. Otro célebre fue el Padre Sepp, cuyo verdadero nombre es Joseph Von Reineg, noble de Tirol, quien refiere en algunos datos que «Les tocábamos una pieza en la trompa grande, traída de Augsburgo y otra trompa pequeña traída de Génova. Esos buenos padres jamás habían oído tales músicas pero lo que les arrebató el corazón fue la música tocada con el dulce psalterio. Después y en compañía del Padre Bohm toqué diferentes flautas, las que había comprado en Génova, y después les toqué el violín y la trompa marina, que es un instrumento de una sola cuerda, pero cuyo sonido es semejante a la trompeta, y que yo había hecho construir en Cádiz. Los padres quedaron sumamente complacidos y les parecía poco lo que les había tocado...». Otros músicos misioneros fueron Martin Schmid, un arquitecto que diseñó y dirigió la construcción de los principales templos de la reducción de Chiquitos —perteneciente en aquel entonces a la Provincia jesuítica del Paraguay— donde construyó instrumentos y creó numerosas obras para el repertorio musical. Otros de los jesuitas encargados de la instrucción en materia musical fue Luis Berger, originario de Amiens, quien fue destinado a la reducción de San Ignacio Guazú en 1616.

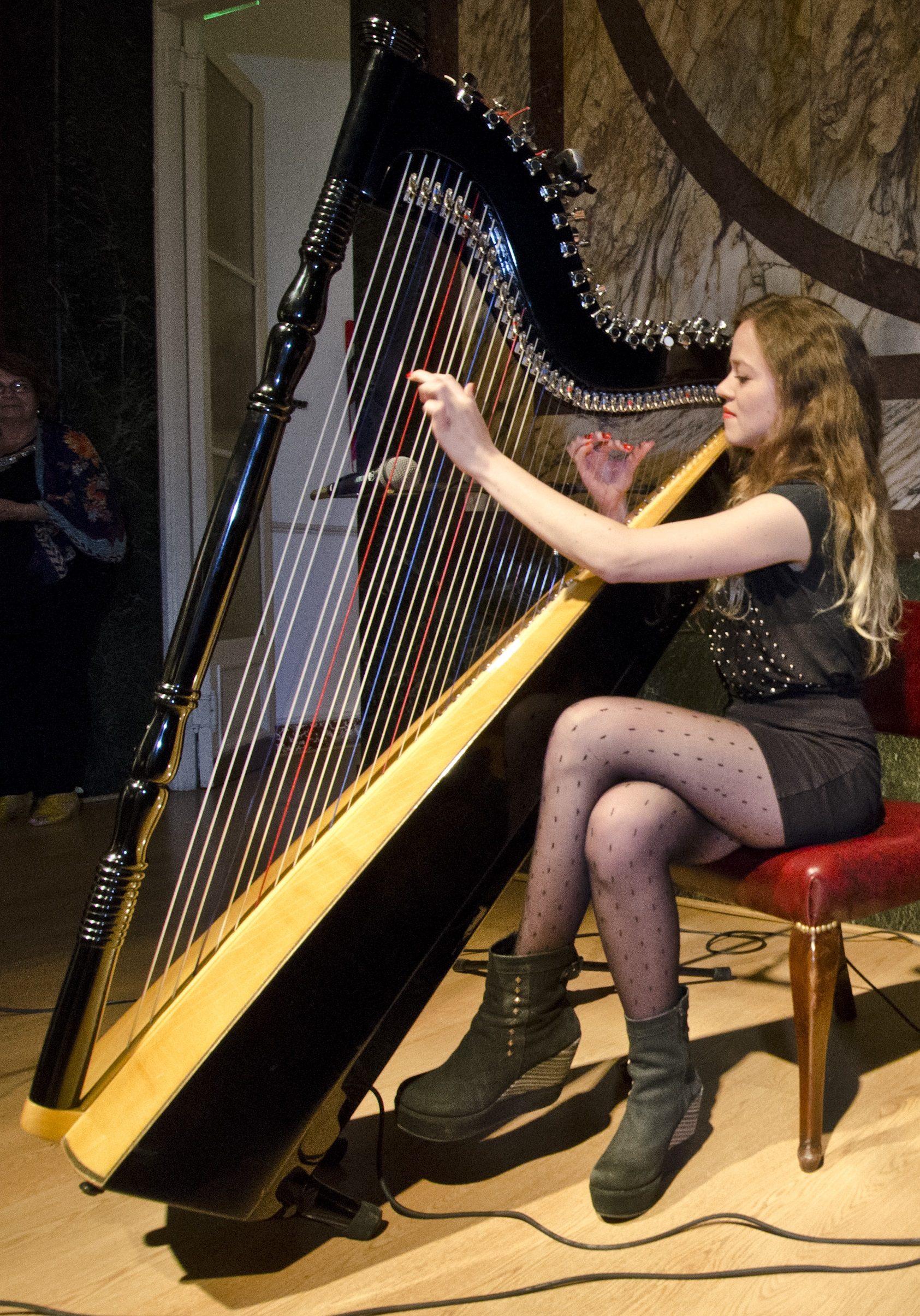
Arpa paraguaya, instrumento de raíces jesuíticas.

La figura más trascendente de todos fue Domenico Zipoli, oriundo de Prato, el compositor más destacado de su tiempo en Roma. En su tiempo como organista de la Chiesa del Gesu, compuso numerosas obras que fueron publicadas y apreciadas en Europa, a las cuales debe su fama universal. Desde muy joven Zipoli entró en el noviciado de los jesuitas para ir como misionero a las célebres reducciones del Paraguay. Llegó a América en 1717, en el mismo barco que transportaba a Giovanni Primoli, el célebre arquitecto de las reducciones. Zipoli se estableció en Córdoba (Argentina), donde cursó sus estudios en filosofía y teología para ser sacerdote. A la par compuso muchas obras religiosas para los grandes coros de las reducciones; de hecho su música se hizo la más apreciada por los indígenas, y existía una demanda de copias para trasladarlos hacia los más lejanos pueblos jesuíticos.
Cuando las reducciones se desintegran, muchos objetos de arte terminan perdidos o robados, y por consecuente, las composiciones de Zípoli y los demás maestros de las reducciones desaparecen. Posteriormente, durante los trabajos de restauración de las Iglesias de Chiquitos en 1974, el arquitecto austriaco Hans Roth encontró por casualidad más de 10 000 manuscritos de música perteneciente al repertorio de las reducciones, entre las que aparecen numerosas páginas con el nombre de Zípoli y otros compositores. Las piezas finamente copiadas, así como un valioso lote de instrumentos originales y un Método para la enseñanza de la Música en las reducciones, se encuentra bajo el cuidado del Arzobispado de Concepción, Ñuflo de Chávez, Bolivia.
Los instrumentos musicales más difundidos en las reducciones fueron el violín, el clave y el órgano, así como el arpa y la guitarra, introducidos anteriormente en el nuevo mundo. La ciudad jesuítica de Yapeyú llegó a ser uno de los principales centros para la construcción de instrumentos, allí se fabricaban órganos, arpas, violines, claves, trompetas, cornetas y chirimías.
El proceso social de la «amalgama hispano-guaraní» se desarrolló desde el comienzo de la conquista en las reducciones. El capitán Juan Francisco Aguirre refería en sus crónicas «Prosiguen dominantes los cantares y los bailes antiguos españoles. Hablan el guaraní, pero entienden y hablan el castellano cuando quieren». El respeto hacia la lengua de los guaraníes —único rasgo cultural no censurado por los jesuitas— posibilitó que hasta la fecha, Paraguay sea el único país totalmente bilingüe de América.

### Época independiente del Paraguay

#### El gobierno de Francia

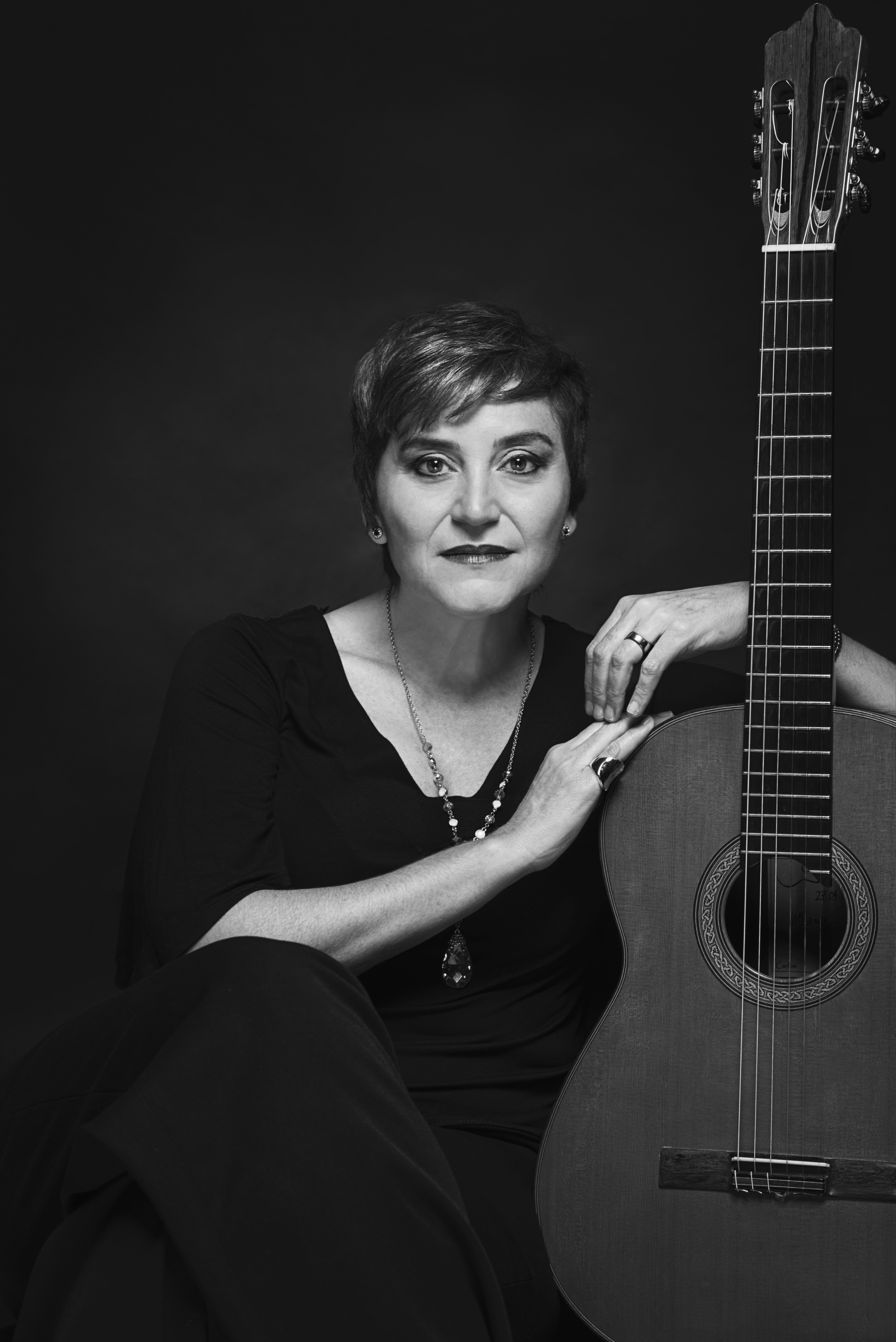
Berta Rojas, intérprete de la guitarra clásica y máxima difusora internacional del folclore paraguayo.

José Gaspar Rodríguez de Francia, cabeza del movimiento que llevó a la Independencia del Paraguay en 1811, se declaró dictador supremo de la nación hasta su muerte en 1840. Para asegurar la independencia tomó drásticas medidas imponiendo un sistema de vida riguroso. Cerró las fronteras y limitó al máximo el acceso a la información y publicación, así como el ingreso de extranjeros al país. El Doctor Francia tuvo numerosos detractores y admiradores, siendo su personalidad y su gobierno fruto de estudios importantes, que en cierta manera reivindican su controvertida figura y actuación política.
En esta época las manifestaciones artísticas se restringieron al máximo. Estas actividades se limitaban al interior de las viviendas, no obstante, existen documentos hallados en el Archivo Nacional de Asunción que revelan datos sobre el extenso tráfico de instrumentos musicales, partituras y accesorios instrumentales que eran adquiridos por el Estado para la difusión del arte musical.
Según el historiador Dionisio González Torres, durante la dictadura de José Gaspar Rodríguez de Francia, la música popular alcanzó niveles de desarrollo y difusión gracias a que haya organizado bandas militares en todas las unidades de la capital y de la campaña, su gobierno también facilitó la incorporación de instrumentos musicales en la tienda del Estado donde se vendían cuerdas de arpa y guitarra a precios reducidos, así como clarinetes, pífanos, trompas, oués, violines, tambores, triángulos y panderetas. En 1817 se otro hecho fundamental: la creación de la Escuela de Jóvenes Aprendices de Música Militar, donde se destacaron maestros como Manuel Sierra, Benjamín González y Felipe Santiago González. Durante la época post-independencia, destacaron los músicos Vargas, los guitarristas Casal y Rufino López de Luque, Perico Agüero, Ulpiano López, Tomás Miranda y Anastasio Rolón, quien fue guitarrista y poeta, autor del primer Himno patriótico con música y letra en guaraní. Este mismo instituto vio formar a hábiles guitarristas y cantores de los años 1930 como José Gabriel Tellez, Luis María Quintana y el famoso guitarrista y cantor popular José Manuel Ávalos.
De la primera mitad del siglo XIX se tienen las primeras referencias históricas sobre la naciente música paraguaya. Johann Rudolf Rengger, cronista y médico suizo, describía la música de Paraguay hacia 1820: «La música es monótona, por lo que casi todas las canciones tienen la misma tonalidad. El canto se acompaña con guitarra, que todos, por supuesto, tocan mediocremente. El tema de las canciones es, generalmente, desafortunado, los lamentos de un celoso, etc. Hay pocos cantos nacionales. La danza es pesada sin gracia. Se baila contradanzas españolas, cuyas figuras o evoluciones son a veces agradables. Los músicos son los mismos que tocan en las iglesias porque afuera de estos casi nadie sabe tocar decentemente». Por su parte, los hermanos ingleses Juan Parish Robertson y William Parish Robertson, en sus cartas sobre el Paraguay, hablan de «un canto quejumbroso que entonaban los paraguayos y que llamaban purahéi asy (canto lloroso). Aparecen así, de la fusión entre la música española, cuyos ritmos y giros melódicos fueron asimilados y modificados, y el texto cantado en guaraní, son las primeras muestras de la canción paraguaya que sin mayores variantes se mantiene hasta el presente».

#### El progreso cultural y material de los López

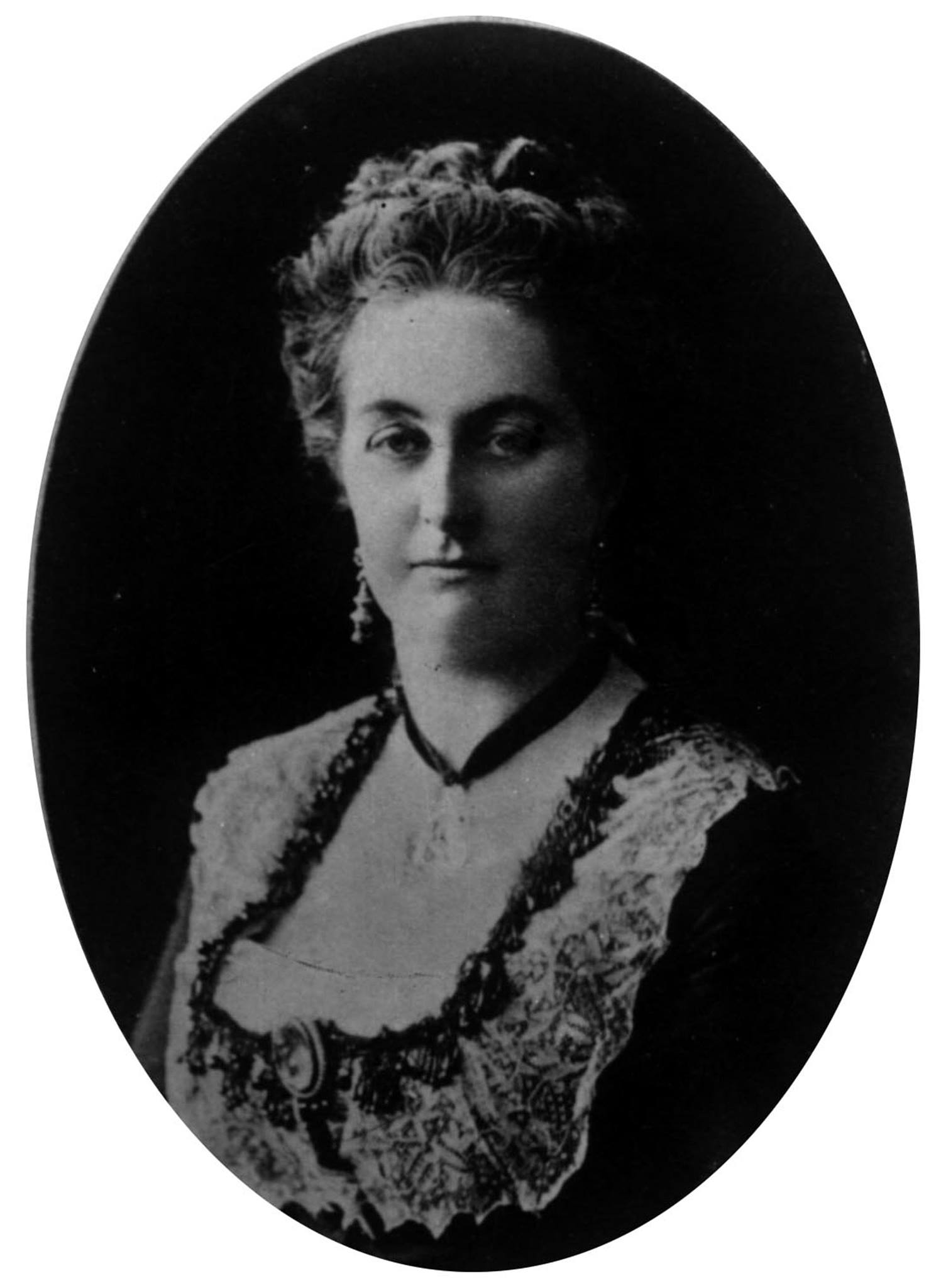
Madame Lynch introdujo otros estilos europeos de danza y música durante la década de 1850. Estos estilos adoptaron identidad propia dentro de la amalgama paraguaya de melodías y bailes.

Entre 1840 y 1870 la familia López gobierna el país. El primero en presidir fue Carlos Antonio López, quien sería el primer presidente constitucional de la República. Posteriormente, Francisco Solano López hereda la presidencia y dirige la Guerra de la Triple Alianza (Argentina, Brasil y Uruguay contra el Paraguay) hasta su derrota y muerte en 1870.
Este gobierno desarrolla una tendencia creciente hacia el orden material y cultural. Se erigen grandes edificios como la Casa de Gobierno, el Panteón de los Héroes, el Centro Cultural de la República, así como los primeros buques de ultramar, el ferrocarril y la fundición de hierro. Durante el apogeo de las obras públicas, se construye una réplica de la Scala de Milán en la sede del Teatro Nacional, el cual quedó inconclusa tras la guerra. Todas estas construcciones fueron diseñadas y dirigidas por ingenieros, arquitectos y especialistas ingleses, franceses e italianos, un suceso que produjo la primera gran migración de intelectuales al Paraguay.
Por ese entonces el país contaba con 700.000 habitantes. Se inician las primeras actividades artísticas públicas, preferentemente ofrecidas por compañías españolas que realizaban giras por América del Sur. En una publicación de El Semanario del 27 de noviembre de 1858 se publica por primera vez una referencia sobre la música nacional del Paraguay, la polca, nombre que adopta la etiqueta musical popular de mayor difusión en el país. La contratación del maestro francés Francisco Sauvageot de Dupuis, presunto autor del Himno Nacional del Paraguay y de la Marcha al Mariscal López, supuso un hito importante en el desarrollo de la educación musical profesional. Dupuis llegó al Paraguay en 1853 y vivió hasta 1861, y durante ese lapso, trabajó como formador de las bandas militares de música, una modalidad creciente que ganaba terreno en cuanto al desarrollo de este oficio. De la generación de músicos formados por Dupuis surgen las primeras figuras de trascendencia como Rudecindo Morales, trompetista; Indalecio Odriozola, director de orquesta y Cantalicio Guerrero, clarinetista y director de orquesta, quien integró varias orquestas en Buenos Aires y en 1890 formó la Orquesta Nacional, primera agrupación sinfónica subvencionada por el Estado.
Durante esta época se organizaron veladas, fiestas folklóricas y los bailes de salón. En el frente surgían numerosas composiciones de música épica, entre ellos la composición Campamento Cerro León, perteneciente a un autor anónimo que se constituyó entre las composiciones más aclamadas del Paraguay. En la capital se bailaban las danzas de moda, traídas de una buena parte de Europa por la esposa del Mariscal López, la británica irlandesa Elisa Alicia Lynch, conocida como Madame Lynch. En estas fiestas, que se llevaban a cabo con mayor frecuencia en el Club Nacional, se bailaban lancero, cuadrilla, contradanza, londón, palomita, vals, mazurca y polca. Con el tiempo estas danzas fueron adoptadas por el pueblo con considerables modificaciones, e incorporadas al repertorio de danzas populares y tradicionales del país.

#### Periodo de postguerra y fines delsigloXIX
Luis Cavedagni, barítono, compositor y director de bandas de origen italiano, llega al Paraguay en 1874 para reorganizar las actividades musicales en Asunción. Cavedagni, quien trabajó anteriormente en Buenos Aires y Montevideo, es autor de numerosas marchas, himnos y canciones, y responsable de la más antigua edición de música impresa en la historia del país. Su «Álbum de los Toques más Populares del Paraguay» editado en Buenos Aires por A. Demarchi y Cia. en 1887, incluye las primeras formas de música y danza del Paraguay, con composiciones como Palomita, Raído Tereré, Cerro León, Londón Karapé, Colorado, Mamá Kumandá, Taitá Mandi'o, etcétera.
Hacia finales del siglo XIX las actividades musicales giran en torno a las bandas de música militar, y a reuniones y eventos sociales. Se inaugura en 1891 el Teatro Nacional, se constituye la Revista del Instituto Paraguayo que inicia la publicación sobre temas de interés cultural. Se incrementan las visitas de compañías españolas de zarzuelas, como la del tenor/director Juan Mora que comienza desde 1883, mientras que en 1896 llegan la Compañía dramática de Fernández y de la Vega, y la Doble compañía. Las presentaciones eran acompañadas por músicos locales dirigidos por Cantalicio Guerrero. Músicos destacados de finales de siglo fueron los maestros Nicolino Pellegrini (italiano), Arturo Cabib, Juan M. Ocampos, Cantalicio Guerrero, el pianista y compositor español Modesto Borrell, y el pianista argentino José Billordo.

#### Primera mitad delsigloXXy nacimiento de la guarania
El siglo XX comenzó con sucesos turbulentos en la vida política, hasta que en 1912 inicia un período de calma. El estallido de la Primera Guerra Mundial favorece la economía de la región y posibilita la presencia de numerosos artistas y compañías del exterior. Se estrena la primera comedia/zarzuela del Paraguay denominada «Tierra Guaraní» cuya letra pertenece al español Fermín Domínguez y con la interpretación musical de Nicolino Pellegrini. En el país se radican maestros que se encargaron de la formación de la primera generación de músicos, quienes trascenderán fronteras. Los músicos de la primera generación están conformados por Luis Cavedagni, quien fallece en 1916; el pianista y compositor español Mauricio Lefranck; el profesor de piano Cipriano Ochoa; el catalán Jaime Segalés y el italiano Emilio Malinverni. Entre los músicos paraguayos que adquieren fama y proyectan su trayectoria hacia el exterior destaca el violinista y compositor Fernando Centurión (1886-1938), formado en los conservatorios de Lieja y París. Centurión fundó en 1911 el cuarteto Haydn y dirigió la escuela de intérpretes «Gimnasio Paraguayo». En su papel de compositor escribió las primeras obras sinfónicas del Paraguay, entre las que se puede mencionar "Marcha Heroica para orquesta", "Serenata guaraní" y "Capricho sobre un tema paraguayo". En esta época surgen los primeros cultores de la música paraguaya, entre ellos, el guitarrista Gustavo Sosa Escalada, propulsor de la escuela guitarrística paraguaya; y el pianista y recopilador Aristóbulo "Nonón" Domínguez, continuador de la obra de Cadevagni en el campo de la recopilación y edición de música tradicional. Domínguez edita en 1928 la más importante colección de música popular paraguaya, denominada "Aires Nacionales Paraguayos", en transcripciones para piano.
En 1923 se desencadena una gran polémica de orden musical que continúa por décadas, el cual se genera por motivos de búsqueda y por determinar al posible autor de la música del Himno Nacional del Paraguay. El supuesto misterio de la autoría musical surge a raíz de que no existen evidencias concretas de ello, sin embargo, se sabe que en 1846, el presidente Carlos Antonio López solicitó al poeta uruguayo Francisco Acuña de Figueroa para que elaborara la letra del Himno paraguayo en base al ritmo y melodía del Himno uruguayo, de cuya letra también es autor. Se atribuyen a tres posibles músicos la autoría: el compositor húngaro-uruguayo Francisco José Debali, autor de la música del Himno uruguayo; Francisco Sauvageot de Dupuis autor de la Marcha al Mariscal López y músico de influencia en la época; y José Giuffra, un italiano radicado en Uruguay mencionado por L. Cadevagni, según sus recopilaciones.
Luego de la Guerra de la Triple Alianza numerosos músicos realizaron reconstrucciones del Himno Nacional, basándose en la melodía recordada por los escasos soldados sobrevivientes (Cadevagni 1874, Guerrero 1883, Pellegrini 1873, Billordo 1880). En 1923 se abre una encuesta para resolver la cuestión, el cual alcanza gran difusión en los medios periodísticos. Finalmente, mediante un decreto ratificado en 1934, el poder ejecutivo declara como oficial el texto de Francisco Acuña de Figueroa, publicado en 1853 y adjunta la reconstrucción de la música realizada por Remberto Giménez.
La guarania es una forma de canción paraguaya creada en 1925 por el músico José Asunción Flores. El autor, con ansias de trascender los paradigmas musicales existentes, deseó encontrar una música que tradujera el carácter del nombre «paraguayo», más allá de lo expresado por la polka paraguaya y sus derivados. Por esa y otras razones, desarrolló una combinación de ritmos lentos y melodías, a veces melancólicas y otras de carácter heroico. Así se creó la guarania, que desde su aparición se constituyó en el fenómeno de mayor significación para la música de Paraguay en el siglo XX. Con las primeras composiciones como "Jejuí", "Kerasy" y "Arribeño Resay", el género comenzó a gozar de extraordinaria aceptación, esta coyuntura permitió que Flores, luego de sucesivas investigaciones, proyectara un estilo sinfónico de guarania, que dio origen a pequeños poemas orquestales como "Mburicaó" y canciones con acompañamiento sinfónico como "India", "Ne rendápe aju", "Panambi vera", "Paraguaýpe" y por último, destacan verdaderos poemas sinfónicos de trascendencia universal como "Pyharepyte", "Anderuvusu", "María de la Paz" y otros. Prontamente numerosos compositores adoptaron la guarania como forma de expresión, un hecho que ayudó a incrementar el repertorio y por consecuente, su ascendente popularidad en los centros urbanos, no así en el campo, donde el pueblo continúa aferrado a las polcas y a nuevos géneros combinados como el purahéi jahe'o, los compuestos, el cancionero popular religioso y otros estilos.

#### Segunda mitad delsigloXX: la dictadura stronista

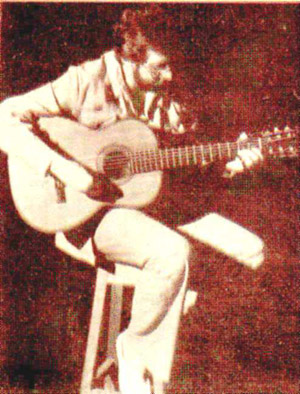
Maneco Galeano (1945-1980) es el máximo exponente del Nuevo Cancionero.

Buena parte de la segunda parte del siglo XX fue un periodo oscuro para la historia paraguaya. Se trata de la dictadura más larga de Sudamérica (1954-1989), el cual tuvo consecuencias terribles, presentes hasta el día de hoy en la sociedad paraguaya, tanto a nivel social, político y económico. Alfredo Stroessner no estimuló las prácticas culturales y sociales, y censuró cualquier tipo de investigación y producción de conocimiento. Sobre la situación musical de la época, Zamorano comenta: "La música tampoco recibió apoyo, pero se promovieron formas de música popular, el folclore, para legitimar elementos del discurso autoritario y militarista de Stroessner [...]". De esta manera los músicos populares practicaron y fomentaron un nacionalismo con el fin de enaltecer la figura y la obediencia al único líder en sus canciones, o trataba de asuntos como batallas épicas, progreso y paz, entre otras cosas. Parte de la política dictatorial en lo que a promoción de música folclórica respecta, fue el decreto n° 8127 (1959) que el Poder Ejecutivo ratificó para establecer la transmisión obligatoria de música paraguaya en fiestas, celebraciones y emisoras de radiodifusión, que significaba el 50% del contenido transmitido.
El uso de la música folclórica para rendir culto al dictador dio origen a lo que hoy se conoce como "polca kele'e". A pesar de toda esta situación lisonjera existieron movimientos de resistencia en las artes, entre las que destacó el movimiento musical denominado Nuevo Cancionero, conformado por Maneco Galeano, Ricardo Flecha y Alberto Rodas. Grupos como Juglares, Sembrador y Ñamandú interpretaban canciones cuyas letras trataban sobre asuntos como la pobreza, la lucha y la opresión. En la misma coyuntura se cultivan y surgen géneros como el rock, el jazz, además de la existencia de orquestas bailables principalmente entre los años 1950 y 1980. Una de las peores consecuencias del stronismo en el área de la música fue la reproducción del mismo modelo autoritario de los músicos que respondían al gobierno de Stroessner. Estos músicos trajinaban en instituciones educativas, orquestas u organizaciones que eran manejadas al antojo del director de turno, y contaban sin falta con el apoyo político del gobierno. En cambio, los músicos que cuestionaron esta situación fueron marginados de la escena musical, y a causa de la persecución política terminaron exiliándose en Argentina o Brasil.
Un ejemplo de las terribles consecuencias de la dictadura es lo sucedido con la asociación Autores Paraguayos Asociados (APA), encargada de velar por los derechos autorales de los artistas. Este organismo era considerado el brazo político cultural de la dictadura porque dentro de su directiva se encontraban personas cercanas al entorno político de Stroessner. Cada aniversario de nacimiento del dictador, APA organizaba en su homenaje un inmenso festival musical donde desfilaban artistas que respondían al dictador. Además de lo expuesto, APA se caracterizó por ser una entidad corrupta en la dictadura y post-dictadura, un hecho que pudo comprobarse en 2016 tras el descubrimiento de la mala distribución y el robo de la recaudación de los derechos de autor. Una vez concluida la larga batalla judicial de los artistas contra los directivos del APA, se consiguió el saneamiento de la institución en 2017.

#### Segunda mitad delsigloXX: el auge de la avanzada
La censura y el escaso apoyo a la cultura en los años stronistas no fue impedimento para ver nacer a la avanzada. Oscar Safuán, creador de este estilo, dedicó su vida a esta creación musical en la década de 1970. A principios de la década de 1960, fue a São Paulo en compañía de dos amigos para conquistar nuevos horizontes con la música paraguaya. Aprendió el solfeo y fundó la escuela de música "Los Amigos", donde enseñó a otros paraguayos a leer pentagramas; su impulso innovador relució y comenzó a hacer arreglos musicales. Grabó sus primeros discos con Adolfo Bernal, Carlos Sosa Melgarejo y Luis Bordón. Por la calidad de sus arreglos comenzaron a surgir muchos trabajos y se hizo de casa, de auto y buenas comodidades en el Brasil. En 1969 la bossa nova ya resonaba en Brasil, y respecto a esto, Óscar dijo a sus amigos que crearía una nueva corriente musical paraguaya, convencido de que él podía hacerlo. Así nació la avanzada, con sus propias composiciones, pero cuando llegó a Asunción en los años 70 para brindar conferencias sobre este nuevo estilo, muchos músicos tradicionalistas le dieron la espalda. Fue el propio Safuán quien, tras presentar sus Discos Nacionales 1 y 2, desarrolló la teoría de traer una nueva posibilidad para la música paraguaya, ya que solo contaba en su repertorio a la polca y la guarania, en desventaja con otros países donde existen más ritmos variados. Entre sus creaciones figuran "Panambi hû", "Sonrisa hechicera", "El arpa y la danza", "Nacionales 1, 2 y 3", "Tema Paraguayo", "Avanzada", "Paraguay 80", entre otros.

#### Panorama actual de la cultura musical en Paraguay
A pesar de la caída de Stroessner en 1989, la hegemonía colorada sigue vigente hasta su temporal caída en 2008 y su retorno al poder en 2013. Desde 1989 hasta la actualidad se inicia un proceso largo y discontinuo a nivel de políticas culturales. Se crean instituciones públicas enfocadas a la cultura como la Secretaría Nacional de Cultura, el Centro Cultural de la República El Cabildo, y el Fondo de Cultura. El periodo actual se caracteriza por el aumento de la educación musical, se crea en Asunción el Conservatorio Nacional de Música (1997), y se crean las carreras de música de nivel universitario en la Universidad Nacional de Asunción (2009), Universidad Nacional del Este (2011), Instituto Superior de Bellas Artes (2013), Universidad Nacional de Villarrica (2013), Universidad Nacional de Caaguazú (2009), además de escuelas y centros privados de educación musical.
Se desarrollaron proyectos basados en el modelo del Sistema Orquestal Venezolano, con el fin de brindar educación musical a niños, niñas y jóvenes en contexto de marginalidad. Un paradigma de este tipo de emprendimientos es "Sonidos de la Tierra", creado por el compositor y director de orquesta Luis Szarán, cuya solvencia económica se da por medio de donaciones de organismos gubernamentales y del sector privado. Este proyecto promueve la formación de escuelas de música, agrupaciones corales y orquestales, asociaciones culturales, talleres de lutería y becas de perfeccionamiento musical.
En la actualidad la actividad musical es intensa sobre todo las de índole folclórica y urbana bajo la forma de canción paraguaya. En la década de 1970 aparecen propuestas renovadoras como la avanzada, que propuso modernizar la música popular paraguaya, y el nuevo cancionero, inspirado en movimientos similares del cancionero latinoamericano. Ambos movimientos, con planteamientos artísticos bien diferenciados, lograron abrir en las dos últimas décadas nuevos espacios en la creación musical con singulares composiciones, hoy día constituidas en verdaderos clásicos como Nacionales 1 y 2 de Oscar Nelson Safuán, el profeta de la Avanzada; Despertar y Soy de la chacarita de Maneco Galeano, pionero y máxima figura del Nuevo Cancionero. Desde los años 1950 incrementaron las orquestas de animación de bailes, los conjuntos de jazz, las bandas de rock y las discotecas ambulantes.

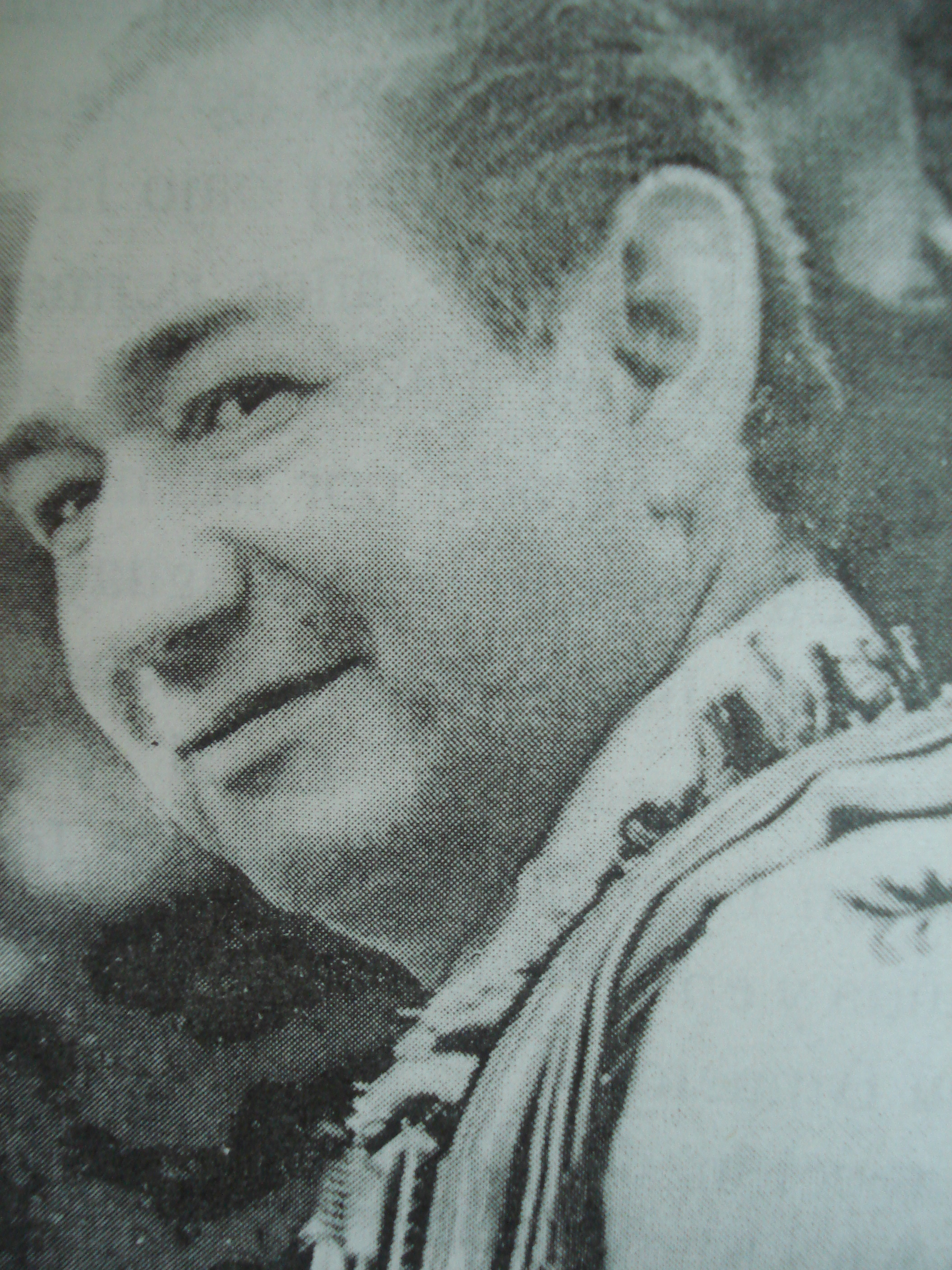
Hilarión Correa.
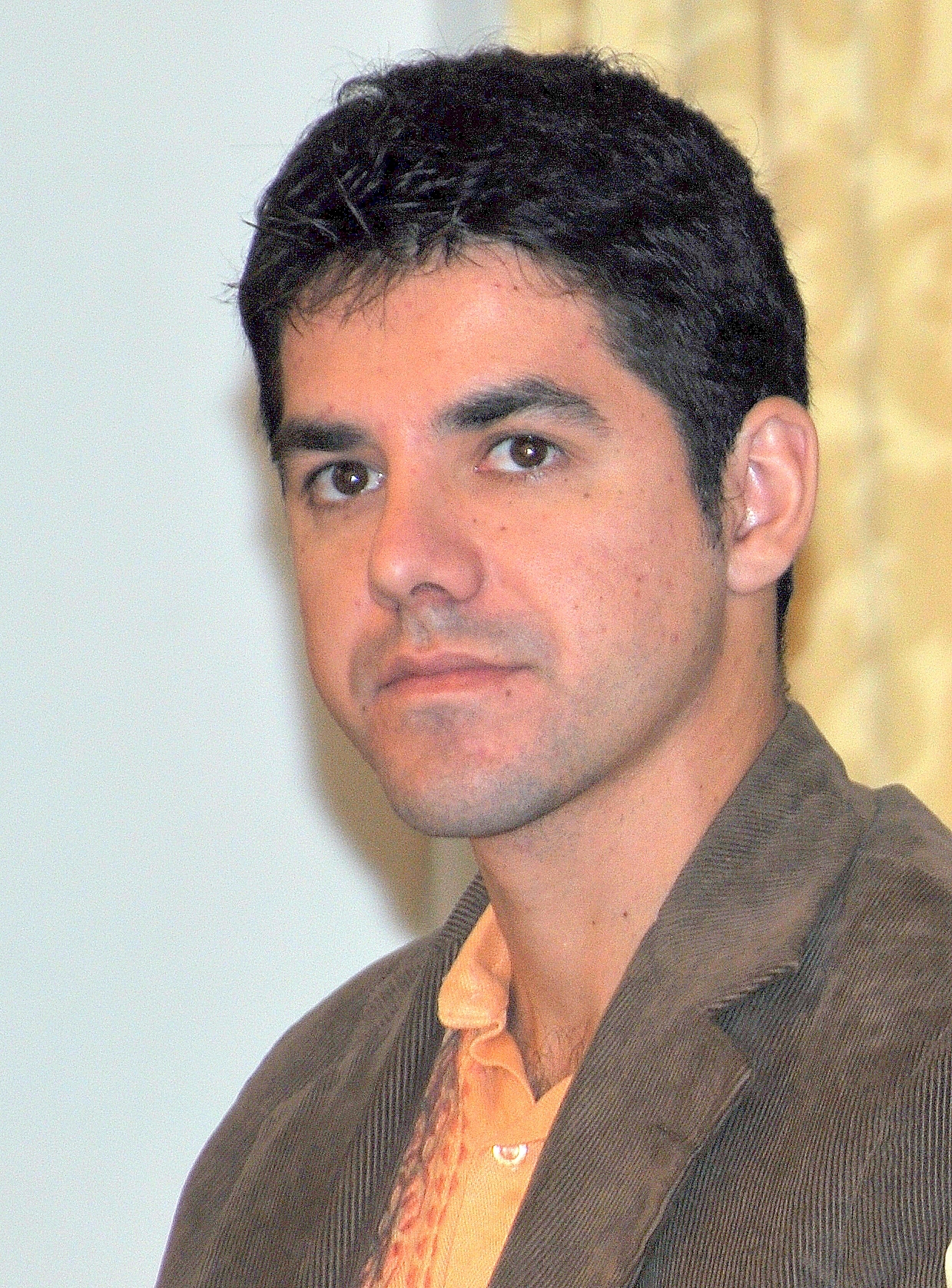
Kike Pedersen.
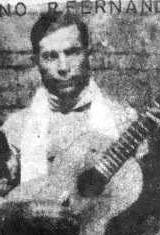
Emiliano R. Fernández.
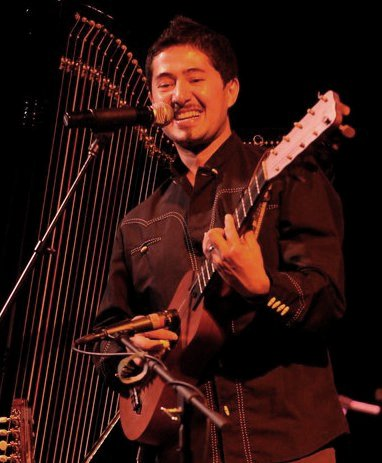
Celso Duarte.
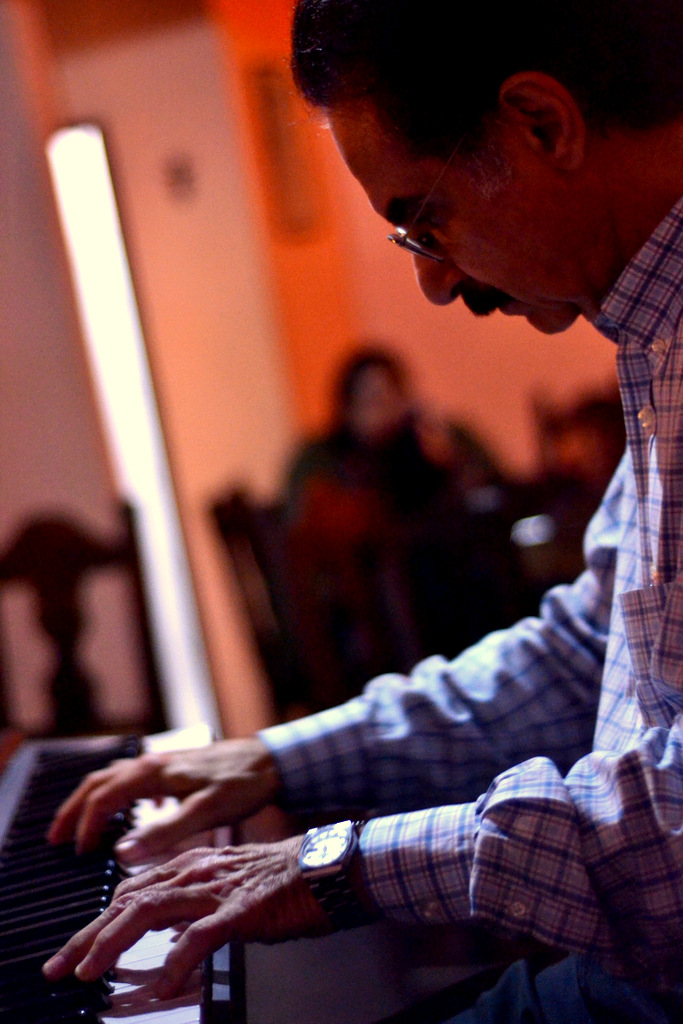
Carlos Schvartzman.
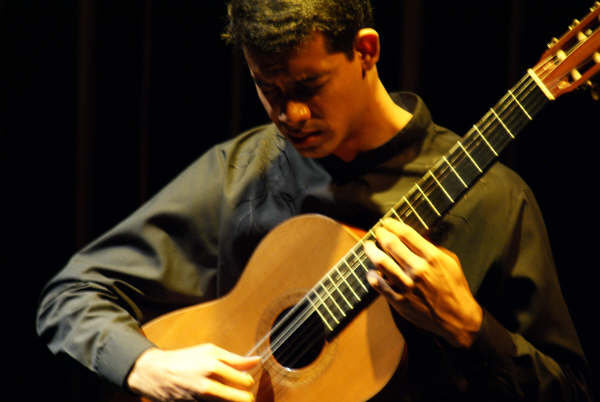
José Carlos Cabrera.
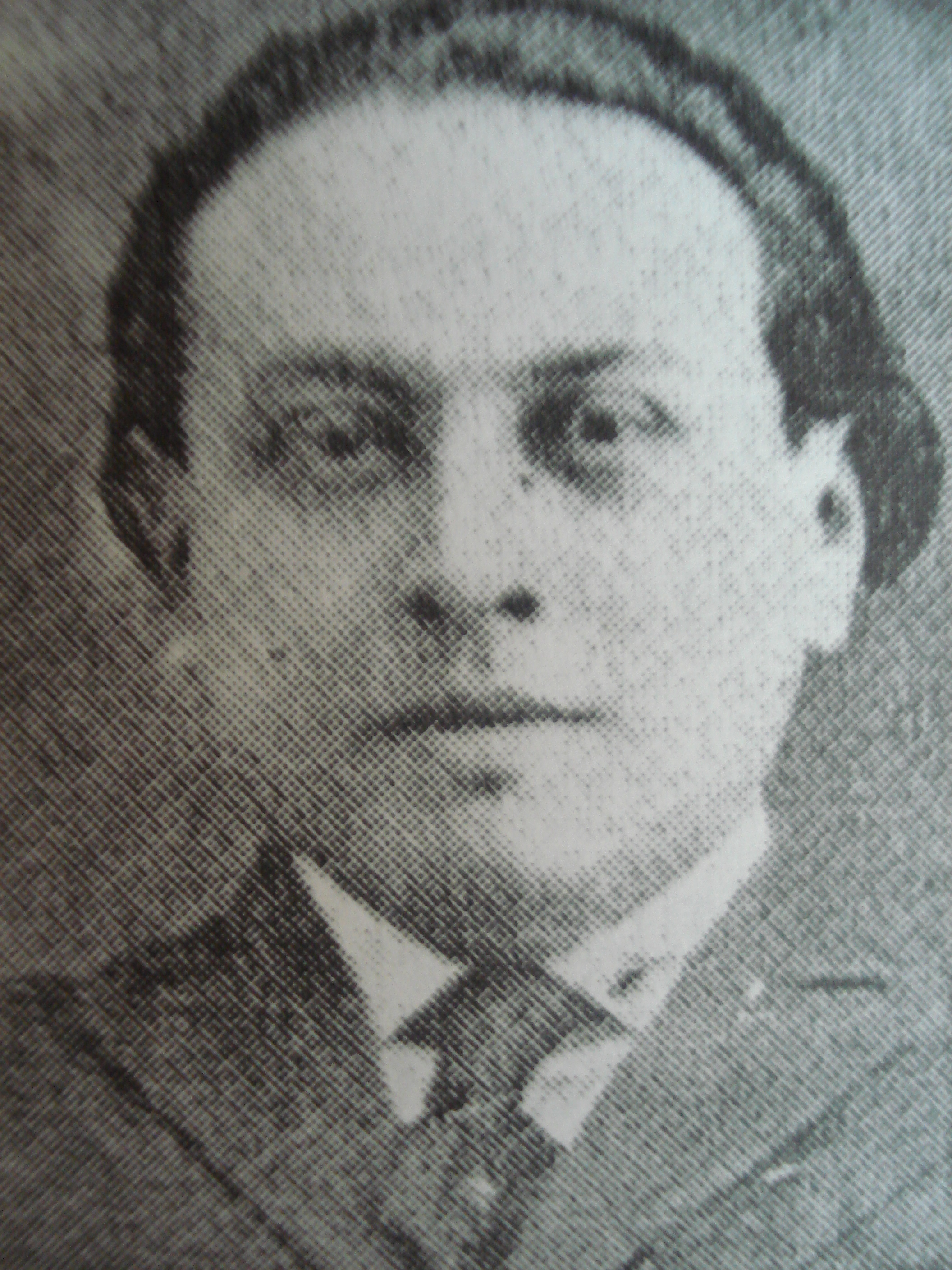
Julián Alarcón.
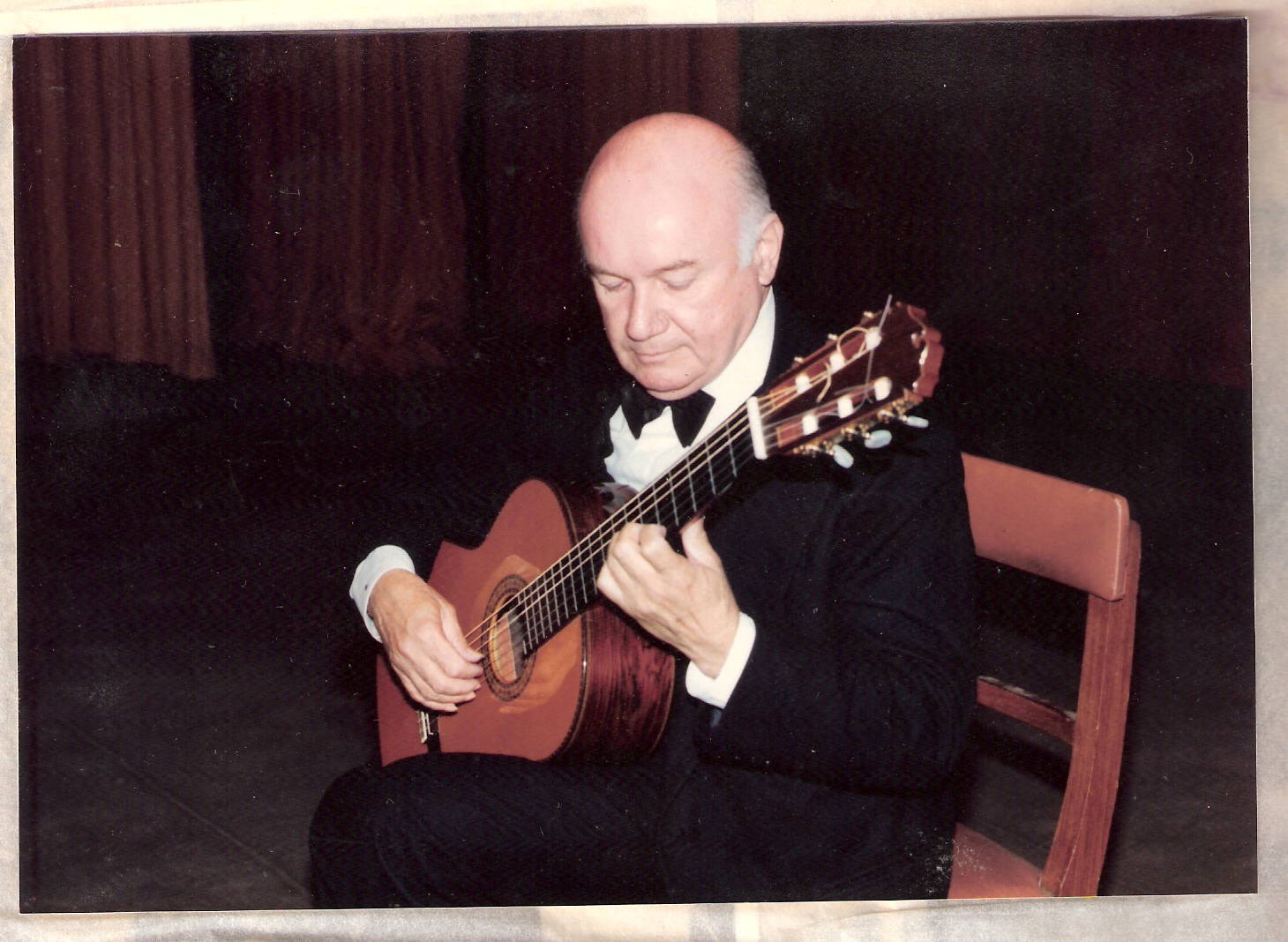
Cayo Sila Godoy.
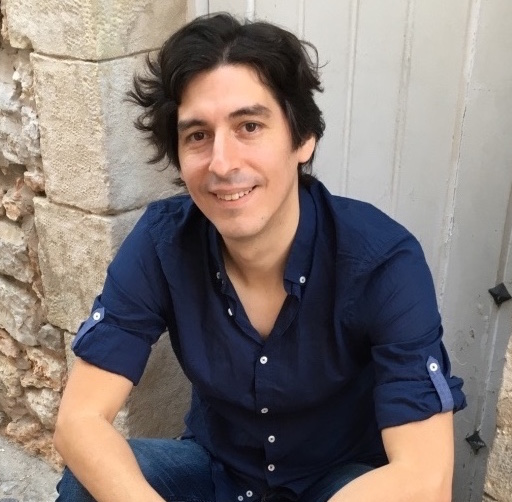
Fran Villalba.

## Música folclórica

### Polka paraguaya
La polka paraguaya es la música que principalmente identifica al país, el cual cuenta con variantes como la polka purahéi, el kyre'ÿ y la galopa, todas interpretadas de forma tradicional, con guitarras y arpas paraguayas. La polca jahe'o, conocida también como polka electrónica, como su nombre lo dice, se interpreta con sintetizadores y teclado electrónico y posee una amplia difusión en las zonas rurales de Paraguay. Este estilo musical posee un patrón rítmico de 6/8, típico en la región de Latinoamérica. También es parte del acervo cultural, el compuesto (estilo de narración cantada), el rasguido doble y el valseado. Países vecinos comparten el gusto y el cultivo de la polka paraguaya, en la región del nordeste argentino (donde es característico el chamamé) y también en Brasil. En términos génerales, se habla de que la verdadera polka paraguaya es la interpretada por guitarras y arpas; su contraparte, la polka jahe'o, interpretada electrónicamente, recibe ese nombre peyorativo por el estilo pesimista de las canciones (yaje'o: llorón, quejumbroso en guaraní). La polka paraguaya de arpas y guitarras tiene aceptación general entre los ciudadanos paraguayos, con piezas musicales cuyas líricas elaboradas tratan sobre batallas épicas, conflictos filosóficos, poesías cantadas y momentos vividos; mientras que la polka electrónica es aceptada por el vulgo, es también rechazada por un sector de la población quienes la consideran «de mal gusto», por las letras chabacanas y por emplear patrones musicales monótonos y genéricos. Los autores y compositores de polka paraguaya que más destacan son Oscar Cardozo Ocampo, Mauricio Cardozo Ocampo, Hilarión Correa, Neneco Norton, Florentín Giménez, Emiliano R. Fernández, Eladio Martínez, entre otros. Los intérpretes más icónicos son Juan Cancio Barreto, Agustín Barboza, Francisco Russo, Alberto de Luque, Berta Rojas, Grupo Generación, Grupo Tekové, Betty Figueredo, etcétera con temas conocidos como "Vergel Luqueño", "Es Linda Nuestra Tierra", "13 Tuyutí", "Che Kamba Resa Jajái", "Che Symi Porã", "Ah! Mi Corrientes Porã", "Che Róga", "Che La Reina", "Acuarela Paraguaya", "Nde Resa Kuarahy'áme", etc.

### Guarania
La guarania es propia del país y conocida a nivel internacional, creado por el músico José Asunción Flores, quien se empeñó en buscar otra genuina corriente de música folklórica porque según él, «sentía que unas secretas adivinaciones le golpeaban». Roa Bastos afirma que la genial intuición, la expresión arquetípica del medio y de la raza, el instinto de artista verdadero y las antenas psíquicas orientaron a Flores hacia el hondón humano y hacia la naturaleza. Tras una consagración total y apasionante, producto del intenso esfuerzo, Flores encontró las vetas de las canteras sumidas en sombras de milenios, y de ellos extrajo el material precioso para su obra que la entregó a su pueblo, o mejor dicho, que la restituyó a su pueblo, puesto que de su misma esencia la había extraído. A pesar de que la guarania no es del todo exclusivamente autóctona, en el sentido de constituir una resurrección artificiosa de la música indígena, es por antonomasia un estilo genuino del folclore paraguayo. Hunde sus raíces en la esencia ancestral, pero está determinada por un anhelo de universalización, por un "templo" de dimensiones casi cósmico. De allí que esta música ofrezca proyecciones indefinidas para una constante y simple ascendente evolución creadora como arte y como interpretación del medio físico y del módulo humano. No se trata de una estilización sinfónica de la polka o del galop per se, como algunos estudiosos pretendieron concluir sobre este género. Coincidentes en la distribución prosódica del ritmo (ritmo ternario), difieren en su estructura melódica y en su intención estética. El kyre'y, también de Flores, es un estilo que se aproxima a la polka y al galop formalmente, pero a su vez, se tiñe indefectiblemente de la influencia que le depara la revelación artística e interpretativa de la guarania. Entre las grandes compositores de este género musical se hallan Luis Alberto del Paraná, Mauricio Cardozo Ocampo, Agustín Barboza, Herminio Giménez y Demetrio Ortiz, con temas famosos internacionales como: India, Recuerdos de Ypacaraí, Quisiera Ser, Mi Dicha Lejana, Mis Noches Sin Ti, Lejanía, Ne Rendápe Aju, Regalo De Amor, Noches Del Paraguay, etc.

### Avanzada
A mediados de 1970 ingresa en el repertorio nacional el nuevo cancionero y más tarde, la avanzada, creación original del eterno incomprendido Oscar Nelson Safuán. El canto susurrado e intimista de la bossa nova, con sus reminiscencias de la samba, pero tan elaborado y afín al jazz y la música erudita, tuvieron impacto en Oscar durante su estadía en Brasil en la década de 1960. Le traía a memoria autores e intérpretes como Jobim, Vinicius, João Gilberto, Caetano Veloso, entre otros, en su misma línea anticonvencional. Safuán, quien compartía habitación con el arpista paraguayo Papi Galán, le comentó en una oportunidad que si ellos (los brasileños) podían crear un género propio, los paraguayos también podían hacerlo, y con más razón en el Paraguay, país donde hacía mucha falta la reinvención y renovación. Safuán tuvo que ver con el cambio y el ascenso de un estilo hasta entonces marginal y subvalorado, la música sertaneja, difundido en aquel entonces por el campo y en el interior de Brasil. También escribió un libro que es «la biblia» de los seguidores del popular género: A verdadera historia a música sertaneja, impreso en Brasil en 2004. Por esa razón Óscar Safuán es respetado en Brasil, y a través de arreglos, creó exitosos dúos, como Chitãozinho & Xororó, César & Paulinho, Chico Rey & Paraná, Millonario y José Rico, entre otros. Safuán compuso las siguientes piezas de avanzada: Nacional N° 1, Nacional N° 2, Nacional N° 3, Paraguay 80, Tema paraguayo, Panambi Hu, Dos guitarras, Credo, Badí Badá y otras más.

## Estilos formales

### Música clásica
Durante la época virreinal, la música introducida por los misioneros jesuitas tuvo alguna difusión. En el siglo XX los máximos representantes de la música paraguaya fueron Agustín Pío Barrios, José Asunción Flores y Juan Carlos Moreno González. Flores se formó en el extranjero y reprodujo, en la forma vocal guaraní, la música indígena, basándose en la técnica europea. Moreno por su parte compuso obras inspiradas en temas populares en forma clásico romántica. Agustín Barrios "Mangoré" destacó por composiciones en guitarra clásica, y es denominado "el Paganini de la guitarra de la selva paraguaya".
Existen varias instituciones que se dedican a conservar las expresiones artísticas académicas, entre los cuales se puede mencionar al Conservatorio Nacional de Música (CoNaMu), el Ateneo, el conservatorio del Instituto Municipal de Arte (IMA) y muchos otros salones e instituciones públicas y privadas.

### Rock y heavy metal
El rock paraguayo, con sus variantes, es probablemente uno de los géneros musicales que más ha ido creciendo en el país desde la caída del régimen de Alfredo Stroessner, quien durante su mandato, desde 1954 hasta 1989, prohibió todas las formas de expresión liberal. A pesar de ello, varias bandas relacionadas al beat rock aparecerían a mediados de los años 1960 y durante la década de 1970, logrando incluso éxitos internacionales por parte de grupos como Los Blue Caps, IODI (ambas siendo contratadas por EMI, logrando éxito en Argentina, entre otros países), Los Rebeldes (exitosos en Brasil), Aftermad's, Chester Swann, Los Hobbies, entre otros. A modo de referencia histórica, el primer LP o álbum de estudio de larga duración en la historia de Paraguay fue el disco Música para los perros, del grupo Pro Rock Ensamble, lanzado en 1983 y el cual marcaría un hito en la historia del rock paraguayo.

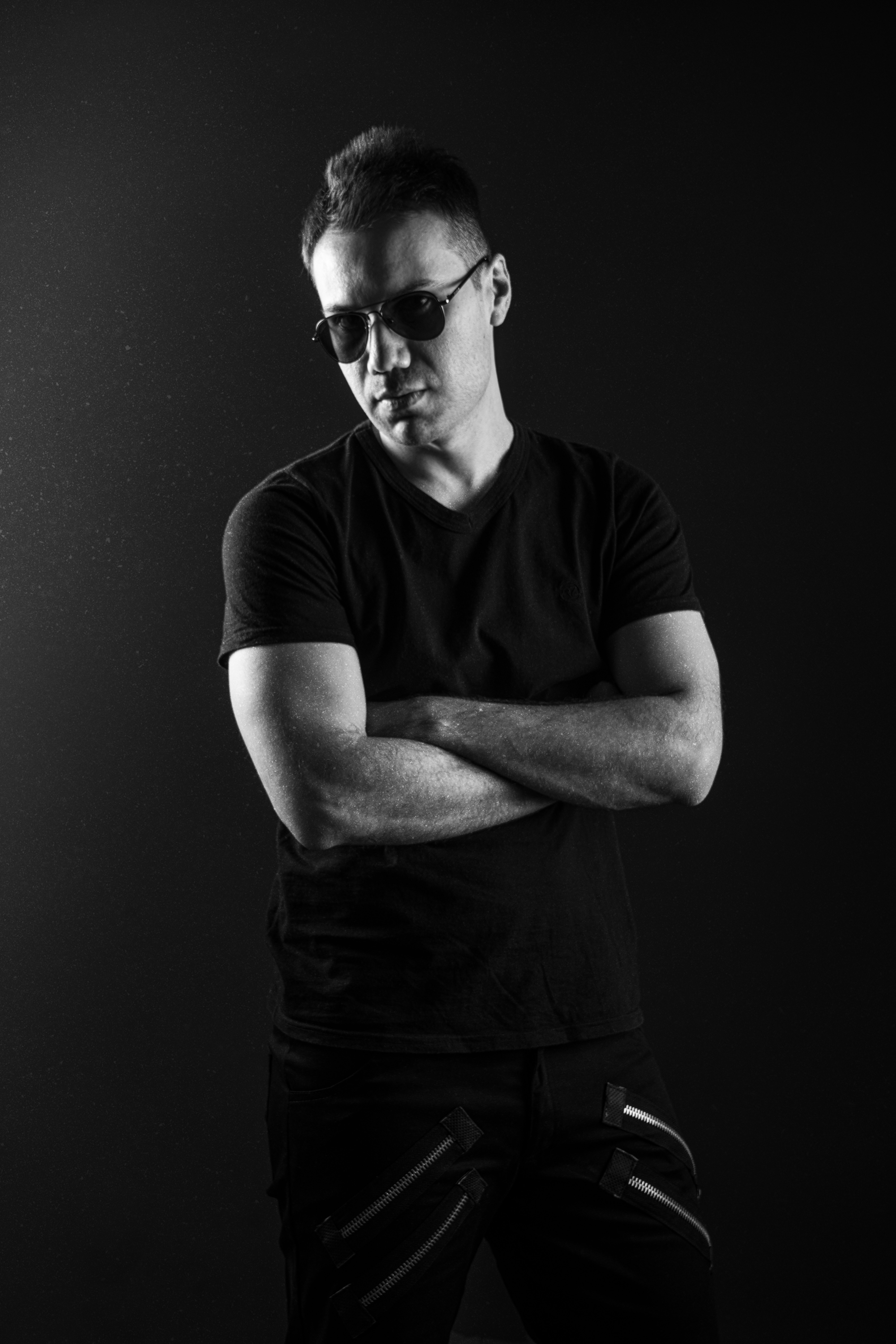
Adrián Benegas

Tras la caída de Alfredo Stroessner en 1989, comenzaron a aparecer deliberadamente una mayor cantidad de grupos de rock en la escena musical; bandas como Rabia Kallejera, Chris Patik, Enemigos de la Klase, Deliverans, Templo de El, Dokma, Shamán, Gaudí, 200 Muertos, Tolerancia Cero (d-beat) consiguieron amplia popularidad nacional en la década de 1990 y principios del 2000. En el nuevo milenio, las bandas paraguayas de rock ganaron una difusión y aceptación sólida gracias a los festivales de rock como el gran Pilsen Rock y Quilmes Rock, que reunieron alrededor de 60.000 espectadores para cada edición. La aparición de las redes sociales los y medios especializados contribuyeron a este crecimiento exponencial y gracias a ello, el rock paraguayo obtuvo mayor aceptación y difusión internacional. 
Las bandas paraguayas de rock más conocidas son: Flou, Salamandra, S.K.A., Revolber, Ripe Banana Skins, Área 69, Paiko, La Secreta, Shaman, Gaia, Tres Fronteras, Pipa Para Tabaco, Los Rockers, NOD, Orchablex y recientemente con mucho auge la banda de categoría indie denominada EEEKS. En el hard rock, heavy metal y sus subgéneros algunos de los grupos más exitosos o de más trayectoria son: Kuazar, 220 Voltios, Sabaoth, Power Drive, Wichtower (posteriormente Khyron), Sucios y Desprolijos, Steinkrug, Mythika, Linaje, Black Manzana, Alto Voltaje, Anónimo, The Force (anteriormente Overlord), Sacro, Patriarca, y recientemente con mucho destaque en el exterior Adrián Benegas, entre otros
Del interior del país también algunos grupos de la ciudad de Caaguazú como Incorregibles, Sinestesia y Wargos.

### Pop y jazz
La corriente pop en Paraguay fue creciendo vertiginosamente en los últimos años, junto y con influencia del rock. Artistas paraguayos como Yenia Rivarola, Iván Zavala, Cecilia Enríquez, Pablo Benegas, Anna Chase, Acho Laterza, Andrea Valobra, o grupos como Kchiporros (quizá el grupo paraguayo con más difusión en la historia del país), el grupo NOI de los hermanos Manzoni, Dalí, Purahéi Soul, Mauricio & Las Cigarras, entre otros artistas pop o pop rock han logrado mucha difusión nacional e internacional, tal vez de forma más rápida que los artistas relacionados al rock paraguayo.

## Influencia latinoamericana en Paraguay

### Influencia argentina
El cuarteto, género musical de la provincia de Córdoba, tiene una popularidad media en Paraguay. Otro estilo musical argentino es el chamamé, de moderada difusión debido a la cercanía cultural del país con el nordeste argentino. El rock argentino tiene una popularidad moderada debido a que el beat argentino en su momento influenció a la escena heavy de Paraguay, y las bandas más influyentes en ese campo fueron y son Soda Stereo, Los Redondos, Vilma Palma e Vampiros, Attaque 77, Hermética, V8, etc.

### Influencia colombiana
El vallenato es un género musical de la región caribeña de Colombia que ganó su espacio en el gusto de los paraguayos. Se dice que el vallenato llegó a Paraguay gracias a los futbolistas paraguayos que jugaban en la liga colombiana de los años 80, quienes se enamoraron de este género musical y compraron los materiales discográficos de los artistas que gustaban en la época. De esto modo trajeron los LP al Paraguay cuando les tocaba retornar. Uno de los futbolistas paraguayos más importantes de la historia, Roberto Cabañas, quien jugó en Colombia en ese tiempo, era uno de los más apasionados por la música vallenata. Los intérpretes colombianos de este género tienen popularidad en Paraguay (sobre todo, los que interpretan vallenato romántico) y son recibidos como celebridades en programas de televisión. El grupo vallenato Los Chiches (con Amín Martínez como voz líder) fueron los primeros en presentarse en vivo en Paraguay a finales de los años 1990. Desde 2011, se organiza anualmente un evento para la música vallenata en Paraguay denominado Vallenato Fest, donde los más importantes intérpretes y compositores colombianos del género realizan sus presentaciones. Por su parte, la cumbia logró introducirse en el país y dio origen a otro género muy difundido en Paraguay, como la cachaca.